# Coenosia flavigenualis
Coenosia flavigenualis är en tvåvingeart som beskrevs av Willi Hennig 1952. Coenosia flavigenualis ingår i släktet Coenosia och familjen husflugor. Inga underarter finns listade i Catalogue of Life.